# Barnabás Peák
Barnabás Peák (Budapest, 29 novembre 1998) è un ciclista su strada ungherese che corre per il team ATT Investments; è professionista dal 2020.

## Palmarès
- 2016 (Juniores)

Campionati ungheresi, Prova a cronometro Juniores
Campionati ungheresi, Prova in linea Juniores
- 2017 (Centre Mondial du Cyclisme, due vittorie)

Banja Luka-Beograd I
Campionati ungheresi, Prova in linea Under-23
- 2018 (Centre Mondial du Cyclisme, tre vittorie)

2ª tappa Vuelta a Bidasoa (Hendaye > Hondarribia)
Campionati ungheresi, Prova a cronometro Elite
Campionati ungheresi, Prova in linea Elite
- 2019 (SEG Racing Academy, una vittoria)

5ª tappa Tour de Normandie (Alençon > Bagnoles-de-l'Orne)
- 2020 (Mitchelton-Scott, una vittoria)

Campionati ungheresi, Prova a cronometro Elite
- 2024 (Adria Mobil, una vittoria)

Campionati ungheresi, Prova a cronometro Elite

### Altri successi
- 2016 (Juniores)

Classifica scalatori Grand Prix Général Patton
- 2017 (CM du cyclisme)

Classifica giovani Tour de Hongrie

## Piazzamenti

### Grandi giri
- Giro d'Italia

2022: 110º

### Classiche monumento
- Liegi-Bastogne-Liegi

2020: 98º
- Parigi-Roubaix

2021: ritirato

### Competizioni mondiali
- Campionati del mondo

Richmond 2015 - In linea Junior: 94º
Doha 2016 - Cronometro Junior: 33º
Doha 2016 - In linea Junior: 88º
Bergen 2017 - Cronometro Under-23: 33º
Bergen 2017 - In linea Under-23: 100º
Innsbruck 2018 - Cronometro Under-23: 33º
Innsbruck 2018 - In linea Under-23: 30º
Yorkshire 2019 - Cronometro Under-23: 26º
Yorkshire 2019 - In linea Under-23: 35º
Imola 2020 - Cronometro Elite: 38º
Fiandre 2021 - Cronometro Elite: 29º
Fiandre 2021 - In linea Elite: ritirato
Zurigo 2024 - Cronometro Elite: 33º

### Competizioni continentali
- Campionati europei

Plumelec 2016 - Cronometro Junior: 7º
Plumelec 2016 - In linea Junior: 8º
Herning 2017 - Cronometro Under-23: 18º
Herning 2017 - In linea Under-23: 67º
Zlín 2018 - Cronometro Under-23: 11º
Zlín 2018 - In linea Under-23: 48º
Alkmaar 2019 - Cronometro Under-23: 25º
Alkmaar 2019 - In linea Under-23: ritirato
Trento 2021 - Cronometro Elite: 23º
Trento 2021 - In linea Elite: ritirato
Monaco di Baviera 2022 - In linea Elite: 58º
Monaco di Baviera 2022 - Cronometro Elite: 19º